# Тетяна Шадріна
Тетяна Шадріна (нар. 20 квітня 1974) - російська шахістка, гросмейстер серед жінок від 1999 року.
Взяла участь у Чемпіонат світу серед жінок 2010, який проходив за олімпійською системою. На ньому вийшла в другий раунд, де її перемогла Харіка Дронаваллі.
Зіграла на чемпіонатах Європи серед жінок 2009 (поділила 3-10-те місця) і 2013 (поділила 33-53 місце) років.
У складі команди "Югра", за яку виступала з 2012 року, дворазова чемпіонка клубного чемпіонату Росії, бронзова призерка клубного чемпіонату Європи 2012 року і срібна призерка клубного чемпіонату Європи 2013 року.
У суперфіналі чемпіонату Росії серед жінок 2007 набравши 5,5 очка посіла 7-ме місце серед 12-ти учасниць.
У суперфіналі чемпіонату Росії серед жінок 2010 набравши 5 очок посіла 6-те місце серед 12-ти учасниць.
У суперфіналі чемпіонату Росії серед жінок 2011 набравши 3,5 очка посіла 8-ме місце серед 9-ти учасниць.

## Зміни рейтингу
| На цьому місці має відображатися графік чи діаграма, однак з технічних причин його відображення наразі вимкнено. Будь ласка, не видаляйте код, який викликає це повідомлення. Розробники вже працюють для того, щоби відновити штатне функціонування цього графіка або діаграми. | |
| | На цьому місці має відображатися графік чи діаграма, однак з технічних причин його відображення наразі вимкнено. Будь ласка, не видаляйте код, який викликає це повідомлення. Розробники вже працюють для того, щоби відновити штатне функціонування цього графіка або діаграми. |